# Erannis infumata
Erannis infumata är en fjärilsart som beskrevs av Fuchs 1899. Erannis infumata ingår i släktet Erannis och familjen mätare. Inga underarter finns listade i Catalogue of Life.